# Adenophora aurita
Adenophora aurita är en klockväxtart som beskrevs av Adrien René Franchet. Adenophora aurita ingår i släktet kragklockor, och familjen klockväxter. Inga underarter finns listade i Catalogue of Life.